# أزلاف
أزلاف (بالتيفيناغ ⴰⵣⵍⴰⴼ) جماعة قروية بالمملكة المغربية، تابعة لقبيلة آيت توزين الريفية الأمازيغية بإقليم الدريوش وتتموقع في غرب هذا الإقليم. تحد شمالا بجماعتي ميضار وإفرني وغربا بجماعة تسافت وجميع هذه الجماعات تابعة لقبيلة أيت توزين، جنوبا تحد بإقليم تازة تحديدا بجماعة سيدي علي بورقبا التابعة لقبيلة أكزناية الريفية، وشرقا بجماعة الدريوش التابعة لقبيلة مطالسة الريفية. مركز جماعة أزلاف يتواجد ببلدة ثلثاء أزلاف. ويبلغ عدد سكان الجماعة حوالي 5337 نسمة حسب إحصاء سنة 2004.

## التقسيم الإداري
من بين القرى والدواوير المكونة لجماعة أزلاف نجد:

إيث دشار، بني عمران، بني عزيمن، بني عزيمن الجبل، بني بوحولا، بومريسن، إمنوحن أقوار، إكردوحا، إكردوحا الجبل، إمنوحن أزراي، إمنوحن دشار، تيزي أوشبار، إواهودن، تاوسارث، تيفراثين، إفزارن،